# 扎里 (巴拉尼夫卡區)
50°17′3″N 27°27′58″E / 50.28417°N 27.46611°E
扎里（烏克蘭語：Жари），是烏克蘭北部的村莊，隸屬日托米爾州的茲維亞赫爾區。該村始建於1807年，面積24.64平方公里，海拔高度244米，2001年人口379，人口密度每平方公里15.38人。